# Emily Warren Roebling
Emily Warren Roebling (23 de setembro 1843 – 28 de fevereiro de 1903) foi uma engenheira civil estadunidense conhecida por suas contribuições em um período de mais de uma década para a construção da Ponte do Brooklyn (Nova Iorque).
Ela se tornou responsável pelo projeto depois que o engenheiro encarregado, o seu marido Washington Roebling, foi atingido pela doença de descompressão (também conhecida como mal dos mergulhadores). A partir desse episódio ela passou a mediar a comunicação entre Washington e a equipe no local da construção; e aprendeu engenharia de propósito para assumir esse trabalho. Ela também foi primeira mulher a dirigir a Sociedade Americana de Engenheiros Civis.

## Biografia
Emily nasceu em Cold Spring, estado de Nova Iorque, sendo segunda filha mais jovem dos doze filhos de Sylvanus e Phebe Warren. Sempre foi incentivada pelo seu irmão mais velho, Gouverneur K. Warren, a se educar. Eles sempre tiveram uma relação próxima. Ela estudou na Escola Preparatória da Visitação de Georgetown, em Washington, D.C. Em 1864, durante a Guerra Civil Americana, Emily visitou seu irmão Gouverneur em um quartel do Exército da União, do qual ele comandava uma corporação. Em um baile de soldados que ela frequentou, Emily conheceu Washington Roebling, filho do projetista da Ponte do Brooklyn (John A. Roebling). O jovem rapaz também era engenheiro civil e servia à corporação comandada por Gouverneur Warren.
Em 18 de janeiro de 1865, Emily se casou com Washington em Cold Spring, em uma cerimônia de casamento duplo, com outro irmão Warren e cônjuge.
Enquanto o seu sogro iniciava o seu trabalho preliminar na Ponte do Brooklyn, Emily foi para a Europa com o marido estudar o uso de caissons (caixões) para construir a ponte. Em novembro de 1867, na Alemanha, Emily deu a luz ao filho único do casal, John A. Roebling II.

## Percurso
No retorno dos seus estudos na Europa, o pai de Washington Roebling morreu em 1869, de tétano, seguido de um acidente no local da ponte. Roebling foi então designado como engenheiro chefe da construção da Ponte de Brooklyn. Conforme se envolvia mais no projeto, ele desenvolveu a doença de descompressão, por ir a profundidades subaquáticas para estudar o posicionamento dos caixões e não voltar à superfície na velocidade adequada. Ele foi afetado tão severamente pela doença que teve de ser acamado.
Por ser a única pessoa que visitava o seu marido enquanto ele estava doente, Emily Roebling levava informações dele a seus assistentes e reportava a ele o progresso da construção. Ela desenvolveu extensivo conhecimento sobre resistência de materiais, análise de tensões e deformações, construção de cabos, e cálculo de curvas catenárias através dos ensinamentos de Washington. Ela complementou seu conhecimento com base no próprio interesse anterior pelos estudos de construção da ponte, na época em que seu marido havia sido nomeado engenheiro chefe.
Na década após Washington ter sido confinado doente a sua cama, Emily se dedicou à conclusão da Ponte do Brooklyn. Ela assumiu muitos dos deveres de engenheira chefe, incluindo supervisão diária e gestão do projeto. Warren e seu marido juntos planejavam a construção continuada da ponte. Além disso, Emily lidou com políticos, engenheiros concorrentes, e todos os que estavam associados ao trabalho na ponte, a ponto de algumas pessoas acreditarem que era ela quem estava por trás do desenho da ponte.
Em 1882, o título de engenheiro chefe de Washington estava em perigo, por causa de sua condição incessante. Para permitir que ele conseguisse manter a sua posição, Emily negociou por ele em reuniões com engenheiros e políticos, para defender o trabalho de seu marido. Para alívio dos dois, os políticos responderam bem e permitiram que Washington permanecesse o engenheiro chefe da Ponte do Brooklyn.

A Ponte foi finalizada em 1883. Na abertura oficial, carregando um galo como sinal de vitória, Emily Warren Roebling foi a primeira a atravessar a ponte, por carruagem. Na cerimônia, Emily foi honrada em um discurso por Abram Stevens Hewitt, que disse que a ponte foi
...um monumento permanente da devoção sacrificante de uma mulher e a sua capacidade para a educação superior da qual ela tem sido impedida há tempo demais.

## Vida posterior
Depois da conclusão da Ponte de Brooklyn, Roebling passou a se concentrar em apoiar diversas causas das mulheres, incluindo o Comitê de Estatísticas do Conselho de Nova Jersey de Mulheres Representativas na Exposição Universal de 1893; Filhas da Revolução Americana e Associação do Memorial George Washington; e a Evelyn College, a primeira faculdade para mulheres no estado de Nova Jersey. Isso seguiu após a família Roebling se mudou para Trenton, a capital do estado de Nova Jersey e centro de atividades.
Emily também participou de organizações sociais como a Sociedade do Socorro durante a Guerra Hispano-Americana. Ela viajava muito - em 1896 foi apresentada à Rainha Victoria do Reino Unido, e estava em São Petersburgo, do Império Russo, para a coroação do Czar Nicolas II. Warren também deu continuidade à sua educação, e recebeu um diploma em Direito pela Universidade de Nova Iorque.
Roebling é conhecida por sua dissertação, Deficiências de uma Esposa (A Wife's Disabilities, 1899), publicada na Albany Law Journal, que recebeu aclamação do público e diversos prêmios. No texto, ela argumenta por mais direitos para as mulheres, e desafia as práticas discriminatórias dirigidas a estas. Ela assinou a obra com as iniciais de seu marido, W.A.R.
Até a sua morte, em 28 de fevereiro de 1903, Roebling dedicava seu tempo a sua família e mantinha-se socialmente e mentalmente ativa.

## Homenagens
Hoje em dia, a Ponte do Brooklyn está marcada com uma placa à memória de Emily Warren Roebling, seu marido Washington Roebling, e seu sogro John A. Roebling.

Em 2018, o The New York Times publicou um obituário tardio para Emily Roebling, parte de uma série de obituários para mulheres e minorias das quais as conquistas haviam sido ignoradas no momento da morte.